# Edward (Cowboy Bebop)
Edward Wong Hau Pepelu Tivruski IV (エドワード・ウォン・ハウ・ペペル・チブルスキー4世, Edowādo Won Hau Peperu Chiburusukī 4-sei) también conocido únicamente como Ed y cuyo nombre real es Françoise Appledelhi, es un personaje de la serie Cowboy Bebop y de su posterior adaptación de 2021.

## Apariencia
Edward es una chica bastante baja, incluso para la edad que posee, además de una complexión bastante delgada. Su piel es ligeramente oscura, con tonos morenos y unos cachetes marcados y rosados. Su pelo es de color naranja, y similar a  Spike Spiegel, su cabello es largo y revuelto. Sin embargo, su aspecto se podría confundir por el de un chico, debido a la forma del cuerpo.
Usa una camiseta blanca que le es ancha, pero al mismo tiempo corta, y unos pantalones negros con tonalidades moradas, y no usa ningún tipo de calzado. Como aditivos, posee una gafas redondas que le sirve a la hora de hackear o piratear ordenadores.

## Personalidad
Ed es increíblemente inocente, feliz e infantil. Le gusta hablar consigo mismo a solas y en voz alta, además de repetir las palabras de otros miembros de la tripulación. De vez en cuando llega a quedar en trance y desconectar del mundo real, y no suele hablar con los otros miembros, excepto con Faye.
También posee una gran relación de amistad con Ein, el perro del Bebop, con quien pasa la gran mayoría del tiempo debido al comportamiento juvenil de ambos. También suele caminar de forma distinta a un humano normal, andando a cuatro patas, rodando, o corriendo con los brazos en alto, además de tener una tendencia a morder.

## Historia
Ed nació en 2058, y su padre, un hombre muy aplicado a su trabajo, dejó a Ed en una guardería, sin embargo, se olvidó de volver a recogerla. Desconociendo su nombre, fue ella misma quien se dio su excéntrico nombre, y posteriormente en 2068, huyó del orfanato, sin razón aparente. Posteriormente, se dedicó a hackear diversos programas por diversión, llegando a ser temida por todos sus ataques piratas, aunque ella no era consciente de ello. En 2071, la nave del Bebop intentó detener a un supuesto criminal que sólo resultaba ser un satélite artificial en la órbita terrestre, donde Ed vivía, y hackeo el Bebop para que aterrizaran y la recogieran, convirtiéndose en la última integrante de la nave.
Durante su estancia en el Bebop, ayudaba a los otros cazarrecompensas a capturar criminales desde el interior de la nave a través de sus hackeos e investigaciones. Estableció una fuerte relación de amistad con Ein, y pasaba la gran mayoría del tiempo con él, ya que además era el único que permanecía en la nave la gran mayoría del tiempo. Cuando  Spike Spiegel y Jet Black viajaron a la tierra a detener a un criminal llamado Appledelhi, Ed llega al lugar donde los cazarrecompensas se encuentran y su padre lo reconoce de nuevo, aunque lo vuelve a abandonar después de que los cazarrecompensas lo dejaran escapar por la pobre recompensa que ofrecían por él. Sin embargo, está vez Ed huye de la tripulación, con su patineta y con Ein, en busca de su padre. Para la despedida, realizó un dibujo en el suelo del Bebop que ponía “Bye Bye”, siendo esta su última despedida.